# Riells i Viabrea
Riells i Viabrea ist eine katalanische Gemeinde in der Provinz Girona im Nordosten Spaniens. Sie liegt in der Comarca Selva.

## Sehenswürdigkeiten
- romanische Kirche Sant Martí de Riells
- romanische Kirche Sant Llop de Viabrea